# Charmes-sur-Rhône

Charmes-sur-Rhône este o comună în departamentul Ardèche din sud-estul Franței. În 1 ianuarie 2022 avea o populație de 3.160 de locuitori.